# نیکولای نکراسوف
نیکولای نکراسوف (روسی: Никола́й Алексе́евич Некра́сов؛ IPA: [nʲɪkɐˈlaj ɐlʲɪkˈsʲejɪvʲɪtɕ nʲɪˈkrasəf] ()؛ زاده december 10 [سبک قدیمی: november 28] 1821 درگذشته 8 january 1878 [O.S. 28 december 1877]) یک شاعر، و نویسنده اهل روسیه بود.